# 6971 Omogokei
6971 Omogokei eller 1992 CT är en asteroid i huvudbältet som upptäcktes den 8 februari 1992 av den japanska astronomen Tsutomu Seki vid Geisei-observatoriet. Den är uppkallad efter Omogokei i Japan.
Asteroiden har en diameter på ungefär 7 kilometer och den tillhör asteroidgruppen Koronis.